# Wascelin du Pont-Echanfré
Wascelin du Pont-Echanfré también Vaquelin o Vaselin de Pont-Echaufré y Walkelin de Pont-Echanfrey (Eure, c. 1007-?) fue un noble caballero normando de ascendencia desconocida, señor de Pont-Échanfray (hoy Notre-Dame-du-Hamel, Eure), un feudo dependiente del Honor de la familia de Breteuil.

## Herencia
Se casó con Heremburga Fitz Giroie, hija de Giroie de Échauffour. Fruto de esta relación, nacieron por lo menos dos hijos, ambos seguidores de Roberto Guiscardo en Apulia y Sicilia:
- Guillermo de Pont-Echanfrey;
- Raúl I de Pont-Echanfrey apodado Raúl el Rojo [Raoul Ruffus] (m. 25 de noviembre de 1120), murió ahogado en el naufragio de Barco Blanco.[5]

Guillermo, junto a su hermano Raúl I de Pont-Echanfrey, fueron benefactores de la abadía de Saint-Évroult; Raúl recibió un palafrén del abad como regalo cuando fue nombrado caballero, y apoyó a Eustaquio de Breteuil en su lucha contra Reginaldo de Grancey. Ambos hermanos participaron en las desafortunadas guerras de Bohemundo de Tarento (1106) contra el emperador bizantino Alejo I Comneno, pero fueron derrotados en la batalla de Dirraquio y se trasladaron a Constantinopla. No se conoce más información sobre su actividad a lo largo de doce años hasta el regreso de Raúl a Pont-Échanfray en 1118 cuando luchó al servicio de Enrique I de Inglaterra antes del naugrafio del Barco Blanco. Orderico Vital cita que los dos hermanos de Pont-Echanfré siempre se sintieron y fueron considerados extranjeros en Apulia.